# Nils August Lundgren
Nils Conrad August Lundgren, född 7 oktober 1821 i Nyköping, död 7 oktober 1901 i Västra Vingåkers socken, var en svensk handsekreterare och författare.
Nils August Lundgren var son till en garvare och rådman i Nyköping och yngst i en barnaskara på elva barn. Fadern kom på obestånd 1830 och avled 1831, och lämnade mycket lite arv efter sig. Nils August Lundgren tvingades vid femton års ålder avbryta sina studier för att förtjäna sitt uppehälle. Med rekommendation från rektorn fick han anställning på Sjösa som informator i ett halvår. Därefter arbetade han ett halvår som bodbiträde i Nyköping, innan han fick anställning hos stadskassören Ågren i Nyköping, där han tjänade som allt i allo. På sina första arbeten hade han endast mat och husrum som ersättning. 1838 fick han ställning som bokhållare hos den "blinde excellensen" Gustaf Trolle-Bonde. När Trolle-Bonde lärde känna honom ville han göra honom till sin handsekreterare, men då han inte ville avskeda sin tidigare handsekreterare, lät han bekosta hans utbildning till lantbrukstjänsteman och anställde honom i stället som inspektor på Sävstaholm. 1842 tillträdde han tjänsten som handsekreterare, i samband med sitt giftermål erhöll Lundgren 1852 titeln kamrer. Även efter att Gustaf Trolle-Bonde avlidit fortsatte Lundgren att tjänstgöra hos familjen livet ut. Vid sin död efterlämnade han femton volymer dagboksanteckningar om händelser på Sävstaholm och i Vingåker i stort, spännande från 1850 fram till 1901. Därutöver utgav han en mindre samling Dikter och hågkomster. Dagböckerna testamenterades till bokhandlaren Hilmer Grönkvist, som lät skänka dem till Västra Vingåkers hembygdsförening.